# Manuel Santana
Manuel »Manolo« Martínez Santana, španski tenisač, * 10. maj 1938, Madrid, Španija, † 11. december 2021, Marbella, Španija.
Manuel Santana je osvojil štiri turnirje za Grand Slam v posamični konkurenci. V letih 1961 in 1964 je osvojil Amatersko prvenstvo Francije, obakrat je v finalu premagal Nicolaja Pietrangelija, leta 1965 je osvojil Nacionalno prvenstvo ZDA, v finalu je premagal Cliffa Drysdala, in leta 1966 Prvenstvo Anglije, v finalu je premagal Dennisa Ralstona. V konkurenci moških dvojic je osvojil Amatersko prvenstvo Francije leta 1963. V letih 1965, 1967 in 1970 se je s špansko reprezentanco uvrstil v finale Davisovega pokala. Leta 1984 je bil sprejet v Mednarodni teniški hram slavnih.

## Finali Grand Slamov

### Posamično (4)

#### Zmage (4)
| Leto | Turnir                           | Nasprotnik v finalu | Rezultat finala         |
| 1961 | Amatersko prvenstvo Francije     | Nicola Pietrangeli  | 4–6, 6–1, 3–6, 6–0, 6–2 |
| 1964 | Amatersko prvenstvo Francije (2) | Nicola Pietrangeli  | 6–3, 6–1, 4–6, 7–5      |
| 1965 | Nacionalno prvenstvo ZDA         | Cliff Drysdale      | 6–2, 7–9, 7–5, 6–1      |
| 1966 | Prvenstvo Anglije                | Dennis Ralston      | 6–4, 11–9, 6–4          |